# Роман Данилович
Рома́н Дани́лович (бл. 1230 — бл. 1261) — князь Новогрудський (1251—1256) і Холмський (?—1261), герцог Австрійський (1252—1253). Представник дому Романовичів, гілки Волинських Мономаховичів із династії Рюриковичів. Син князя Данила і галицької князівни Анни. Внаслідок домовленостей батька із угорським королем Белою IV взяв участь у Війні за австрійську спадщину проти богемського короля Отокара ІІ. Одружився із австрійською герцогинею Гертрудою з Бабенберзького дому (1252), але зазнав поразки від богемців під Гімбергом (1253). Повернувшись, отримав від великого князя литовського Міндовга Чорну Русь у ленне володіння.

## Імена
- Рома́н Австрійський (нім. Roman von Österreich) — у німецьких джерелах за назвою титулу дружини Гертруди.
- Рома́н Дани́лович — в українській історіографії з патронімом.
- Рома́н Га́лицький (нім. Roman von Galizien) — помилково, у німецьких джерелах за назвою країни.
- Рома́н Новогру́дський — за назвою князівства.
- Рома́н Ру́ський (нім. Roman von Reussen) — у німецьких джерелах за назвою країни.

## Біографія

### Молоді роки
Роман народився близько 1230 року. Він був третім сином князя Данила і галицької князівни Анни, доньки галицького князя Мстислава Удатного. По батьківський лінії він був нащадком великих київських князів Романа і Мстислава. По лінії матері його прадідами були новгородський князь Мстислав Ростиславич та половецький хан Котян.

### Австрійська спадщина
1246 року загинув австрійський герцог Фрідріх ІІ, останній представник Бабенберзького дому по чоловічій лінії. Австрійське герцогство поринуло у міжусобну боротьбу між Маргаритою, сестрою покійоного герцога, та Гертрудою, його племінницею. Ця боротьба супроводжувалася інтервенціями військ Священної Римської імперії, Богемії та Угорщини, а також втручанням Святого Престолу.
1251 року богемський королевич Оттокар II захопив Австрійське герцогство, примусив австрійських баронів обрати його герцогом, і в лютому 1252 року одружився зі старою Маргаритою. За таких обставин Гертруда, вдова останнього австрійського герцога Германа, попрохала угорського короля Белу IV допомогти повернути австрійський престол. Той звернувся до свого союзника, галицько-волинського князя Данила Романовича, який пообіцяв поміч.
Навесні 1252 року, згідно з угорсько-руськими угодами Роман, син Данила, виїхав до Австрії й одружився із Гертрудою в Гімбергу, заявивши свої права на Австрійське герцогство.
...після того вбивства герцога, тобто Фрідріха,— бившись, він одолів короля угорського [Белу], але був убитий своїми боярами в бою,— настав тоді роздор межи сильними людьми за честь, і за волость убитого герцога, [і] за землю Рагузьку, і за землю Штірську. І король угорський рикс [Бела], і король чеський [Оттокар] билися за неї, тому король угорський привів [Данила]. Він шукав підмоги, бо хотів узяти землю Німецьку, і послав до Данила [посла], кажучи: «Пошли мені сина Романа, щоби я оддав за нього сестру герцогову і оддав йому землю Німецьку».
І поїхав [Данило] в Німці з Романом, і оддав [Бела] сестру герцогову [Гертруду] за Романа, і вчинив обітницю, що її через величину ми всю не списали.
Наступного 1253 року Бела IV з союзниками розпочали війну проти Отакара ІІ: угорці і половці напали на  Моравію, русини Данила в союзі з поляками — на Сілезію, баварський герцог — на австрійські землі, лояльні богемську королю. Кампанія скінчилася спустошенням Моравії та Сілезії, де угорсько-руські війська здобули Опаву, але в самій Австрії перемог не було здобуто.
Між тим, проти Романа і Гертруди виступив Святий Престол — папа Іннокентій IV визнав легітимність Отакара ІІ на австрійському престолі, оскільки його дружина Маргарита була найбільш близькою родичкою покійного австрійського герцога Фрідріха ІІ. Крім цього, угорці не надали помочі Роману в самій Австрії. Внаслідок цього Гертруда і її чоловік опинилися обложеними в Гімберзькому замку військом Отакара ІІ.
1253 року Роман потайки вислизнув із Австрії й повернувся на Русь. Австрійські хроніки закидають йому, що князь кинув свою жінку напризволяще, але в руському літописі стверджується, що він виїхав за порадою самої Гертруди.
«Австрійський вектор» зовнішньої політики Данила Романовича не був тривалим і не приніс відчутних політичних результатів. Складно охарактеризувати його втручання у боротьбу за герцогську корону Австрії інакше, ніж як авантюру. Втім, участь його сина Романа Даниловича у боротьбі за „спадщину Бабенбергів” у 1252–1253 рр., як показують свідчення сучасників та нащадків, довгий час зберігалася в історії середньовічної Австрії.  Більше того, включення імені „Романа, короля Русі” у схему спадкоємців маркграфа Леопольда Святого та розміщення його герба на Генеалогічному дереві Бабенбергів парадоксальним чином включало Романа Даниловича у систему правителів Австрійського герцогства. Те, чого князю Роману не вдалося досягти за допомогою династичного шлюбу та силою зброї, „доконструювали” творці історичних наративів XIV–XV ст.
На думку дослідника Олексія Мартинюка, сама фігура Романа Даниловича – у літературній традиції княжича галицького, „герцюка ракушського” (герцога австрійського), князя новогрудського та „короля руського” – є яскравим та персоніфікованим прикладом активних міжнародних та міжкультурних. контактів у Центральній та Східній Європі в середині XIII століття.

### Новогрудщина
Наприкінці 1253 року Роману довелося спішно тікати з Австрії. 1254 року Роман отримав від союзника свого батька, литовського князя Войшелка, міста Новогрудок і Слонім із землями в Чорній Русі.
Після ятвязького походу 1254—1255 років і зіткнення під Луцьком в 1255 році, напередодні спільного татарсько-галицького походу на Литву 1258 року, литовці захопили Романа Даниловича в Новогрудку, а потім убили.

## Родина
1 Дружина (1252—1253): Гертруда (1226/1228—1288), австрійська герцогиня, донька медлінського герцога Генріха
Діти:
- Марія (1253/1254—?) ∞ Стефан IV, загребський бан

2 Дружина: Олена
Діти:
- Василько (1256/1260—?), князь слонімський (1281—після 1282), острозький. Питання його походження від Романа залишається дискусійним
- Михайло — за однією із версій, отримав від батька місто Друцьк; саме від Михайла деякі історики виводять княжий рід Друцьких.
- Марія (?—?) ∞ Ярослав, турівський князь

### Монографії
- Войтович Л. 3.15. Волинська гілка Мономаховичів. Болохівські князі. Острозькі. Заславські. //  Князівські династії Східної Європи (кінець IX — початок XVI ст.). Львів: Інститут українознавства, 2000.
- Войтович Л. Княжа доба: портрети еліти . — Біла Церква, 2006.
- Грушевський, М. Історія України-Руси. Київ, 1993, Т. 3.

### Довідники
- Енциклопедія українознавства : Словникова частина : [в 11 т.] / Наукове товариство імені Шевченка ; гол. ред. проф., д-р Володимир Кубійович. — Париж — Нью-Йорк : Молоде життя, 1955—1995. — ISBN 5-7707-4049-3.
- Котляр М. Ф. Роман Данилович // Енциклопедія історії України : у 10 т. / редкол.: В. А. Смолій (голова) та ін. ; Інститут історії України НАН України. — К. : Наукова думка, 2012. — Т. 9 : Прил — С. — С. 276. — ISBN 978-966-00-1290-5.
- Роман Данилович // Довідник з історії України / за ред. І. З. Підкови, Р. М. Шуста. — К. : Генеза, 2001. — ISBN 966-504-439-7.
- Роман Данилович // Українська мала енциклопедія : 16 кн. : у 8 т. / проф. Є. Онацький. — Накладом Адміністратури УАПЦ в Аргентині. — Буенос-Айрес, 1964. — Т. 7, кн. XIII : Літери Риз — Се. — С. 1627. — 1000 екз.